# Łagodny rozrost gruczołu krokowego

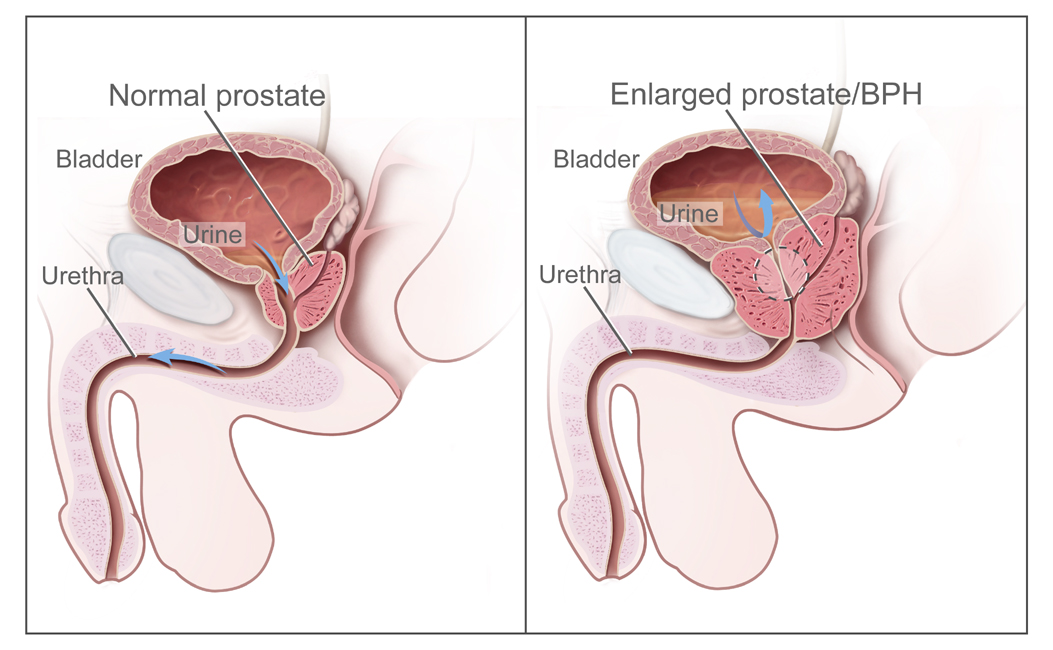
Porównanie prawidłowego odpływu moczu (po lewej) do zaburzeń odpływu w łagodnym rozroście stercza (po prawej)

Łagodny rozrost gruczołu krokowego, łagodny rozrost stercza (łac. hyperplasia prostatae), gruczolak stercza, BPH (od ang. benign prostatic hyperplasia), potocznie (łagodny) przerost prostaty – choroba występująca u mężczyzn i związana głównie z rozrostem (rozplemem) komórek gruczołowych i komórek podścieliska gruczołu krokowego, a w mniejszym stopniu przerostem komórek (stąd różnice w nazewnictwie), powodująca zwężenie drogi odpływu moczu. Uważa się, że występuje u ponad 50% mężczyzn w wieku powyżej 60. roku życia i z wiekiem częstość jej występowania wzrasta.
Termin „przerost prostaty” uważa się za nieprawidłowy z patomorfologicznego punktu widzenia, gdyż przerost (łac. hypertrophia) oznacza powiększenie tkanki lub narządu na skutek wzrostu wielkości komórek, bez zwiększenia ich liczby, natomiast rozrost (łac. hyperplasia) jest to powiększenie tkanki lub narządu wskutek zwiększenia liczby komórek (czego przykładem jest właśnie rozrost gruczołu krokowego).

## Objawy
Objawy choroby możemy podzielić na:
- objawy podrażnieniowe:
  - częstomocz
  - nykturia (oddawanie moczu w nocy)
  - gwałtowne parcia na mocz
  - niemożność powstrzymania mikcji
  - ból w trakcie mikcji
- objawy „przeszkody podpęcherzowej”:
  - trudność w rozpoczęciu mikcji
  - zwężony strumień moczu
  - wydłużony czas mikcji
  - osłabienie strumienia moczu i/lub przerwany wyciek moczu
  - wykapywanie moczu po zakończeniu mikcji
  - zatrzymanie moczu.

## Diagnostyka
- badanie per rectum – pozwala na ocenę kształtu, konsystencji, wielkości, elastyczności, granic, obecności rowka międzypłatowego, obecności patologicznych struktur (zwłaszcza guzów)
- ultrasonografia przezbrzuszna – wizualizuje stopień zalegania moczu
- ultrasonografia przezodbytnicza – umożliwia o wiele dokładniejszą ocenę struktury i wielkości narządu
- uroflowmetria (badanie strumienia moczu) – mierzy objętość oddanego moczu, maksymalny przepływ cewkowy i średni przepływ cewkowy (jako wartość prawidłową przyjmuje się natężenie większe niż 15 ml/s). Ponieważ wyniki badania można przedstawić w postaci graficznej, ocenia się także kształt krzywej mikcyjnej.

## Leczenie
- obserwacja (ang. watchful waiting)
  - u osób bez mocno wyrażonych objawów oraz przy braku ryzyka rozwoju raka gruczołu krokowego obowiązuje obserwacja urologiczna z wykonywaniem powyższych badań i dodatkowo oznaczanie stężenia swoistego antygenu sterczowego (PSA). Jego norma wynosi do 4 ng/ml i w przypadku jej przekroczenia:
    - biopsja gruczołu krokowego (przezodbytnicza lub przezkroczowa, cienkoigłowa lub gruboigłowa). Jedną z nowszych technik jest biopsja fuzyjna.
- leczenie farmakologiczne
  - leki blokujące receptor α-1-adrenergiczny (hamują receptory α-1-adrenergiczne w dnie pęcherza, cewce moczowej i podścielisku gruczołu krokowego i jego torebce, powodując rozkurcz mięśni i poprawę drogi odpływu moczu)
    - doksazosyna
    - terazosyna
    - alfuzosyna
    - tamsulozyna

  - leki hormonalne blokujące 5-α-reduktazę (hamują konwersję testosteronu w dihydrotestosteron, hormonu odpowiedzialnego za powiększenie stercza). Efekty mogą wymagać dłuższego czasu niż w przypadku alfa-blokerów, jednak utrzymują się przez wiele lat[3].
    - finasteryd
    - dutasteryd

  - medycyna alternatywna i leki roślinne (łagodzą objawy tylko przy niewielkim zaawansowaniu choroby)[4][5][6]
    - ekstrakt z owoców boczni piłkowanej (palmy sabałowej, łac. Serenoa repens lub Sabal serrulata)
    - wyciąg z kory śliwy afrykańskiej (łac. Prunus africana lub Pygeum africanum)
    - wyciąg z nasion dyni zwyczajnej
    - wyciąg z pokrzywy zwyczajnej
- leczenie operacyjne
  - elektroresekcja przezcewkowa
  - przezcewkowa ablacja igłowa
  - operacyjne wyłuszczenie gruczołu krokowego – tylko w przypadku wielkich zmian, uchyłków pęcherza moczowego lub nowotworów gruczołu krokowego
  - operacyjne wyłuszczenie gruczolaka poprzez dostęp śródpęcherzowy (niektóre przypadki)
  - przezcewkowa ablacja laserowa pod kontrolą wzroku  (VLAP, od ang. visual laser ablation of the prostate)[7][8]
- medycyna alternatywna

## Wpływ rozrostu prostaty na pracę nerek
Istnieje związek między łagodnym rozrostem prostaty a przewlekłą chorobą nerek, (ostrą) niewydolnością nerek i zespołem mocznicowym (łac. uraemia), czyli bardzo wysokim poziomem mocznika w krwi. Zespół mocznicowy – ostatni etap niewydolności nerek – jest stanem zagrażającym życiu, wynikającym z nagromadzenia w organizmie toksyn, płynów i elektrolitów, które są normalnie usuwane przez nerki, i wymaga dializy lub przeszczepu. Rozrost prostaty jest główną przyczyną (ostrej) niewydolności nerek u starszych mężczyzn (38% przypadków). W związku z tym w przypadku wystąpienia (ostrej) niewydolności nerek u mężczyzny w podeszłym wieku należy wziąć pod uwagę zależność między rozrostem prostaty a przewlekłą chorobą nerek.

## Wpływ rozrostu prostaty na ciśnienie tętnicze
Istnieje także związek między wielkością prostaty i wtórnie pojawiającym się nadciśnieniem tętniczym oraz nasileniem objawów wynikających z rozrostu prostaty, dlatego mężczyźni w podeszłym wieku powinni być pod obserwacją, w tym zalecane jest badanie ultrasonograficzne prostaty, aby na czas wdrożyć odpowiednią formę leczenia, podnoszącą jakość życia pacjenta. Ponadto nadciśnienie tętnicze dodatkowo może nasilać objawy ze strony układu moczowego i może osłabiać działanie leków z grupy selektywnych antagonistów receptorów α1-adrenergicznych typu doksazosyny. Związek między objawami rozrostu prostaty a wtórnie pojawiającym się nadciśnieniem tętniczym jest niezależny od wieku mężczyzny i wskazuje na zwiększoną aktywność układu współczulnego w obu tych chorobach.